# Euplexaura kukenthali
Euplexaura kukenthali is een zachte koraalsoort uit de familie Plexauridae. De koraalsoort komt uit het geslacht Euplexaura. Euplexaura kukenthali werd in 1916 voor het eerst wetenschappelijk beschreven door Broch. 